# 辻香織 (歌手)
辻 香織（つじ かおり 1980年11月18日-）は日本の女性シンガーソングライター。東京都台東区浅草出身。

## 来歴
1999年ソニー・ソイツァーミュージックのオーディションに、10年経っても色褪せない音楽という題名に惹かれ応募。2500人の中から選ばれる。the castanetsの小宮山聖をプロデューサーに迎え、下北沢を拠点にライブ活動を行う。当初は辻カオリの名だったが、後に漢字表記に改める。
2002年8月、インディーズデビューミニアルバム『トマトジュース』を発売。お台場ZEPP TOKYOで行われたライブイベント『GIRL POP FACTORY』に出演。ライブ後の手売りで100枚完売。手売りの女王と言われる。
2003年4月、ニッポン放送『オールナイトニッポンレコード』に準レギュラーとして参加。
2003年12月、高田渡のカバー曲「コーヒーブルース」、オリジナル曲「スタンダード」両A面シングルでコロムビアミュージックエンタテインメントより、メジャーデビュー。
2004年2月、フジテレビ『HEY!HEY!HEY! MUSIC CHAMP』に出演。カバーアルバム『春待ち詩』発売。自身の音楽ルーツである、70年代フォークロックを中心としたカバーアルバムで話題を呼ぶ。
2004年4月、1stオリジナルアルバム『光る海』を発売。全国各地のインストアツアーを開始。5月には、東京、大阪、名古屋ワンマンライブツアーを大成功に納める。
2005年2月、五輪真弓のカバー曲「少女」が廣木隆一監督作品『ラマン』のエンディングテーマに起用される。
2005年11月、コロムビアミュージックエンタテインメント第1弾ネットアーティストとして「プラム」で再デビュー。NHKの朝のニュースやスポーツ新聞の一面に載るなど話題を呼ぶ。
2006年6月、2005年11月からネット限定の音楽配信で人気を集めた「プラム」、「グライダー」に新曲を加えたミニアルバム『夏風』を発売。発売日には、原宿クエストホールでのワンマンライブを成功させる。
2007年11月、自身初のセルフレーベルで2nd アルバム『Day by day』を発売。レコ発ワンマンライブを表参道FABで行う。
2008年1月、『Day by day』を全国流通にて発売開始。全国各地でインストアライブやツアーを開始。
2008年5月、いとうせいこう&POMERANIANS≡『カザアナ』にボーカリストとして参加。大阪・東京のツアーには、コーラスとして初参加。
2008年9月、自身2枚目となるカバーアルバム、『Fragrance Feat. 辻香織 「The Book of Love No.1 VARIETE」』発売。この頃から、ボーカリストとしての起用も多くなり始める。
2008年11月、したまちコメディ映画祭in台東にて、三遊亭あほまろ監督作品『ゆめまち観音』挿入歌「風渡る空〜想いは遥か〜」として参加。
2009年12月、下町3人組みユニット「ARUYO」を結成。メンバーは、池田貴史（100s、レキシ）、永友聖也（キャプテンストライダム）。（現在は活動休止中）
2010年6月、音楽ファイル配信という新しい形で、3枚目となるアルバム『走ル恋』の配信を開始。自身のWebsiteより隔週にて全7曲が配信される。
2010年9月、アルバム『走ル恋』リリース記念ワンマンライブを南青山「月見る君想フ」にて行う。ワンマンライブと同時にアルバム『走ル恋』USBメモリーカード版の発売を開始。
2011年11月、前作から引き続き、サウンドプロデュースに東里起＆上田禎を迎えて、通算8枚目となるNEW ALBUM『ひまわり』を発表。全国発売は2012年3月。
2013年12月 10周年記念アルバム「インスタント・パリジェンヌ」を発売。渋谷Music duo EXCHANGE、京都六角マンスデーでのワンマンライブを成功させる。
2014年1月〜4月 USTREAM番組「辻香織のインスタント・パリジェンヌ」ODAIBA TVにて配信。
2015年 ５月〜  NHKラジオ第一「なぎら健壱のフォーク大集会」アシスタント役に抜擢される。（番組は2018年8月に終了）
5月〜  「カオリバー」at 浅草  一日限定ママ スタート
2016年 2月 辻香織 別名 niina として、Tower Records レーベルより「December Waltz」で再デビュー。
（デビュー時は、辻香織の双子の妹と言われていた）
7月 両A面シングル「ラ・ノーチェ・デ 浅草」/「涙がこぼれたの」リリース
浅草 水上バス「龍馬」で、レコ発ライブを行い話題を呼ぶ。
2017年  「カオリバー」を築地に移転し、10月 シングル「カオリバー」リリース
2018年 宍戸留美 とルミカオリ を結成。クラウドファンディング を行い、「Oh!You Sweetheart」をリリース。
10月に台湾「月見る君想フ」でライブを行う。
11月  代官山 「晴れたら空に豆まいて」で、デビュー15周年ライブを行う。
2019年1月 デビュー15周年 アルバム＆DVD「15」リリース
1月〜   月一  生配信番組「Caoli Cafe」高円寺三角地帯から、スタート
2020年 11月 ミニアルバム「讃歌」発売 
2023年 6月 デビュー20th Anniversary「deep blue」発売 全国ツアースタート
2023年 「長生きしよう」のミュージックビデオを映画監督 岩井俊二が手掛ける。
2024年 3ヶ月連続リリース！
5月「あの日の想い、あふれはじめた」発売
6月 ハミングスと辻香織 「日曜のお昼に」/ 「ジオラマ東京」発売
7月 「そう、船はゆく」i Tunes フォークソング部門チャート 1位を獲得 
2024年 8月 韓国ソウル「辻香織とゆく韓国ツアー第一弾」新村 チェッタバンウィスム #책다방위숨 でのライブを成功させる。
11月 ロサンゼルス Bridge in USA でのライブ SOLD OUT！
2025年 4月 韓国ソウル「辻香織とゆく韓国ツアー第二弾」恵化 혜화（ヘファ）青い鳥劇場 #파랑새극장 でのライブを成功させる。

## ディスコグラフィー

### シングル
1. コーヒーブルース／スタンダード（2003.12.17）
2. 夜明けの一秒前（2004.5.26） - テレビドラマ『人が殺意を抱くとき』（朝日放送）エンディングテーマ
3. ラ・ノーチェ・デ 浅草（2016.7.23）＊シングル
4. カオリバー（2017.10.21）＊シングル
5. 好きに成りました。/この丘に (2018.3.25）＊委嘱作品 シングル
6. 夢を、涙を/ みんなつながれ（2018.11.18）＊委嘱作品 シングル
7. caoli cafe（2019.11.16）
8. Sha-la-la （2020.5.5）＊委嘱作品 シングル
9. もし誰かのために （2020.8月）＊委嘱作品 シングル
10. My friends for Life（2020.11月）＊委嘱作品 シングル
11. 讃歌（2020.11.18）
12. 長生きしよう（2023.6.16）
13. あの日の想いあふれはじめた（2024.5月）＊委嘱作品 シングル
14. そう、船はゆく（2024年7月）配信リリース ＊委嘱作品 シングル

### アルバム
1. トマトジュース（2002.8.28）※インディーズミニアルバム
2. 春待ち詩（2004.2.15）※カバーアルバム
3. 光る海（2004.4.28）※メジャーミニアルバム
4. 夏風（2006.6.28）※メジャー1stアルバム
5. Day by day (2008.1.25) ※セルフレーベル第1弾
6. The Book of Love No.1 VARIETE（2008.9.17）※カバーアルバム
7. 走ル恋 (2010.6.1) ※ダウンロード配信・USBメモリ版
8. ひまわり (2011.11.18)
9. インスタントパリジェンヌ (2013.10.26)
10. アルバム「15」DVD「15」＊デビュー15周年作品CD&DVD 同時リリース
11. ミニアルバム「讃歌」（2020.11.18）
12. アルバム「deep blue」（2023.6.16）＊デビュー20周年記念

コラボレーション作品
・ハミングスと辻香織 「日曜のお昼に」/ 「ジオラマ東京」（2024.6月）
ハミングス 上田禎・角森隆浩・石崎光 と辻香織によるユニット

## CM
- マルシンハンバーグ（2010年9月）
- DHC化粧品（2010年10月）
- マーブルチョコレート（2012年7月）
- 花王ピュオーラ（2013年10月）
- ニトリ学習机（2014年１月）
- 任天堂・ニンテンドー3DS「ヨッシーNEWアイランド」（2014年7月〜）
- いなばペットフード CIAOちゅ〜る（2015年１月〜）
- 東海・九州限定CM「あつナビ」（2015年９月〜）
- ニトリランドセル（2015年11月〜）・東海・九州限定CM「あつナビ」
- 高知県 リョーマの休日 （2020.2月〜 オンエアー）  中国・四国地方
- 墨田区シティープロモーションテーマ曲 オリジナル作品「みんなつながれ」（2022年3月〜）